# Дзьвіжино
Дзьвіжино (пол. Dźwirzyno, нім. Kolberger Deep) — село в Польщі, у гміні Колобжеґ Колобжезького повіту Західнопоморського воєводства.
Населення — 702 особи (2011).
У 1975-1998 роках село належало до Кошалінського воєводства.

## Демографія
Демографічна структура станом на 31 березня 2011 року:
|          | Загалом | Допрацездатний вік | Працездатний вік | Постпрацездатний вік |
| -------- | ------- | ------------------ | ---------------- | -------------------- |
| Чоловіки | 348     | 48                 | 267              | 33                   |
| Жінки    | 354     | 47                 | 240              | 67                   |
| Разом    | 702     | 95                 | 507              | 100                  |